# 三井洋行大楼旧址

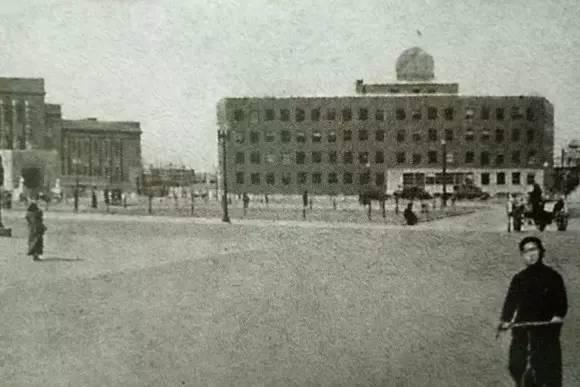
旧时三井洋行

三井洋行大楼是三井物产株式会社在满洲国奉天市建造的分行大楼，位于今中国辽宁省沈阳市和平区中山路108号。2013年，成为第七批全国重点文物保护单位——沈阳中山广场建筑群项目之一。现为葫芦岛银行（较低楼层）及桔子水晶酒店（较高楼层）使用。

## 历史
三井洋行大楼原为三井财团在奉天市设立的私营银行。三井洋行之后，此建筑改为日满空军大楼。中华人民共和国成立后，大楼曾先后由沈阳军区空军司令部、沈阳警备区司令部，以及辽宁省电子工业局等单位使用。

## 建筑
三井洋行大楼由日本东京建筑事务所的松田军平设计，建于1937年，是中山广场建筑群中最后建成的一座。大楼建筑轮廓方正，大楼建筑为钢筋混凝土结构地上4层，半地下1层，建筑面积6142平方米。大楼建筑风格充满日本现代主义，外观色彩选用禇红色没有任何装饰。